# One Way Ticket
One Way Ticket — пісня групи Eruption з альбому Leave a Light (1978). У країнах колишнього СРСР відома також як «Синій іній» або «Синя пісня».

## Історія
Уперше пісня була виконана 1959 року американським співаком і піаністом Нілом Седакою. Цього ж року вона була випущена на другій стороні синглу «Oh! Carol».
Автори — американські музиканти Джек Келлер і Генк Гантер (Hank Hunter). На платівках, випущених у СРСР, Ніл Седака часто помилково вказувався як автор музики.
1969 року поет Альберт Азізов написав текст російською. У цьому варіанті пісню виконували вокально-інструментальні ансамблі Співочі гітари, Здрастуй, пісня, Анне Вескі (російською та естонською мовами («Viimne pilet»; автор естонського тексту Яаак Вескі)), співачка Валерія, група «Прем'єр-міністр», група «Гості з майбутнього» , Професор Лебединський і група «Російський розмір» (1997 року панк-група «Червона цвіль» (Красная плесень) записала пародію на їхнє виконання під назвою «П'яний їжачок»).
1978 року група Eruption випустила кавер-версію пісні, яка потрапила на перші місця у багатьох національних чартах
Пісня неодноразово звучала в різних фільмах, телепрограмах і рекламних роликах.
Співачка Софія Ротару виконала 2009 року свою кавер-версію пісні — «Нехай все буде».
Пісня згадана в романі Кобо Абе «Жінка в пісках».
У Японії пісня відома у виконанні співака Хірао Масаакі, якого називають японським Елвісом. Пісня в японському варіанті зветься 恋の片道切符 (koi-no katamichi kippu).

## Позиції в чартах
| Позиції | Країна        |
| ------- | ------------- |
| 1       | Австрія       |
| 1       | Швейцарія     |
| 2       | Бельгія       |
| 5       | Нідерланди    |
| 8       | Німеччина     |
| 8       | Швеція        |
| 32      | Нова Зеландія |